# フランコ・クロスティ式ボイラー

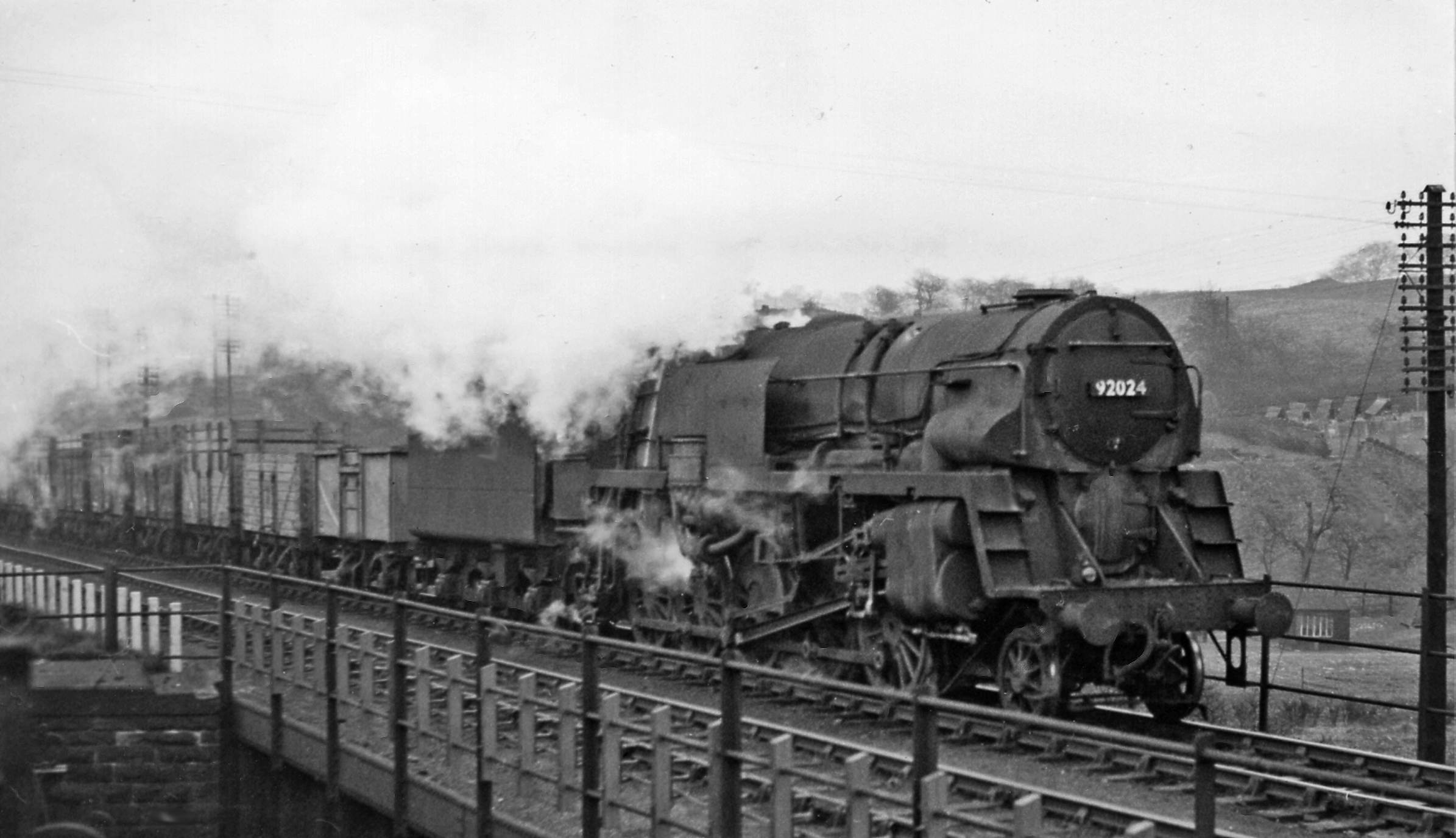
クロスティボイラーを備えたイギリス国鉄9F形蒸気機関車92024号機。第二煙室の扉と側面に取り付けられた煙突が見える。

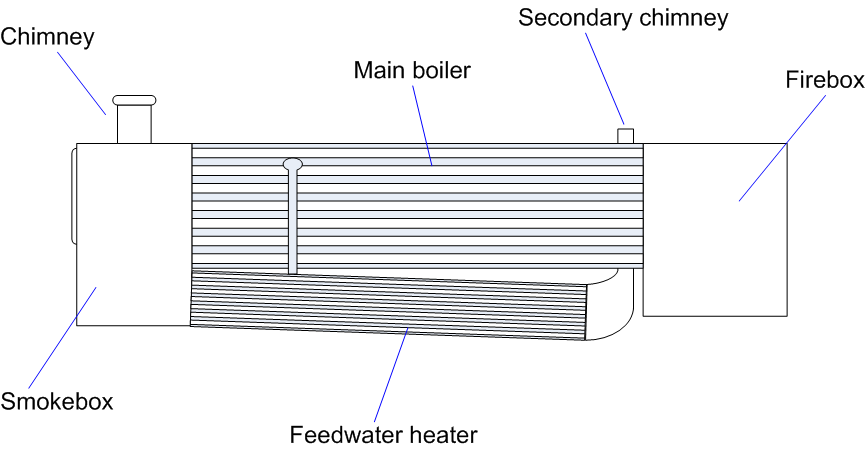
給水加熱器1つを備えたフランコ・クロスティ式ボイラーの概略図

フランコ・クロスティ式ボイラー (英: Franco-Crosti boiler) は、蒸気機関車に使用されるボイラーの一種である。1930年代にアッティリオ・フランコとピエロ・クロスティが設計したもので、給水加熱器を強化して給水の温度を高めることによって熱効率の向上を図ったことが特徴である。広く使用されている従来形の給水加熱器との大きな違いは、従来の給水加熱器では熱源としてシリンダから排出される蒸気のみを使用する、現代でも「給水加熱器」と言う物であるのに対して、フランコ・クロスティ式ではシリンダから排出される蒸気に加えてボイラーからの燃焼ガスを使用する、現代では「エコノマイザー」と呼ばれるものが合わさっていることである。

## 目的
フランコ・クロスティ式ボイラーは、蒸気機関車のほとんどに用いられている煙管ボイラーを改良したもので、従来のボイラーではそのまま煙突から排出していた燃焼ガスの熱を、給水加熱器（熱交換器）により回収してボイラーへの給水を予熱するために使用する。予熱された給水は、逆止弁を介してボイラーに送られる。
給水加熱器は蒸気を発生させるのではなく、あくまで給水の温度を高めるものである。燃焼ガスの熱を回収して給水を加熱することにより、ボイラーはより多くの熱を蒸気の発生に振り向けることができるため、熱効率が向上する。

## 設計
フランコ・クロスティ式ボイラーは、典型的にはボイラーの罐体と平行に1つまたは2つの給水加熱器を取り付けた構成になっており、従来形のボイラーとそれほど大きな違いはない。車両限界の関係でボイラーの横に給水加熱器を置けない場合には、ボイラーの下に取り付けられた。
機関車に火入れを行うと、最初は冷水が直接ボイラーに供給される。燃焼ガスは煙管を通ってボイラーの水を加熱し、主煙突から排出される。ボイラーから蒸気が上がり始めると、煙室から主煙突への出口が閉じられて、燃焼ガスが給水加熱器に導かれる。燃焼ガスは給水加熱器でボイラーへの給水に熱を与えた後、機関車の後寄りにある副煙突から排出される。給水は、給水加熱器で予熱されて、より高い温度でボイラーに送られる。

## 歴史

### ベルギー
フランコ・クロスティ式ボイラーを備えた最初の機関車は、1932年にベルギー国鉄向けに製造された2096号であった。巨大な3両連接構造の関節式機関車で、軸配置は 0-6-2+2-4-2-4-2+2-6-0、重量は248トンで約3,000馬力を発揮した。前後の車体にはそれぞれ巨大化した給水加熱器が載っており、牽引力に寄与させるために付随車とせずシリンダを取り付けて動力車に仕立ててあった。中央の車体には両端に運転台が備えられており、実態としては軸配置 0-6-2＋2-4-1 のフランコ・クロスティ式ボイラー機関車2両を背中合わせに連結したような形になっていた。
第二次世界大戦中にドイツがベルギーを占領すると2096号も接収されたが、あまりに巨大なため中央の車体を放棄して新たに軸配置2-6-2のテンダー機関車を2両製作、これと前後の車体を組み合わせることで軸配置 0-6-2+2-6-2 の機関車2両に分割された。1945年には侵攻してきたソ連軍に鹵獲・接収され、少なくとも1両は1955年までポーランドで使用されていた。

### イタリア

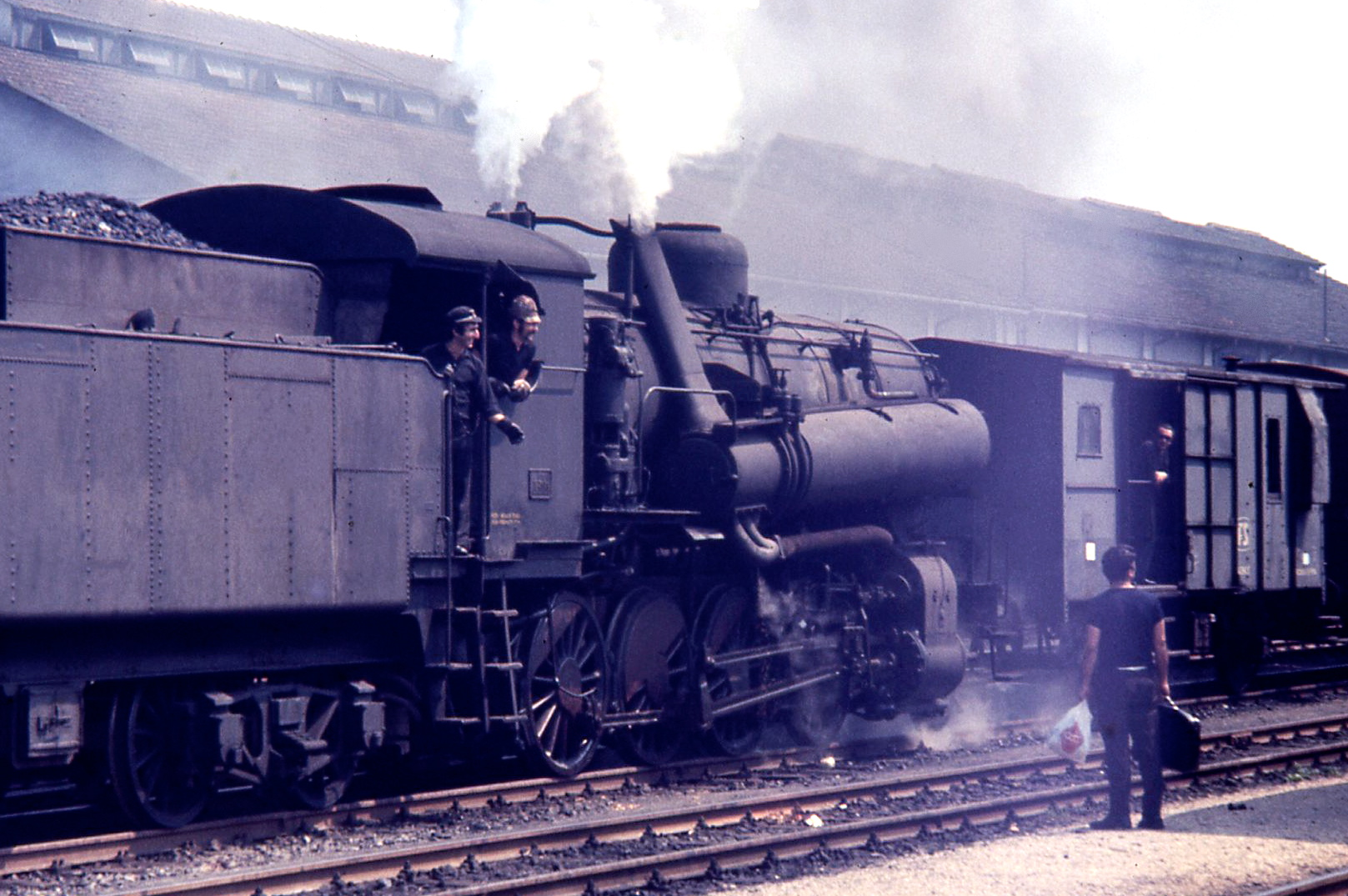
イタリア鉄道743形。1973年8月、クレモナ

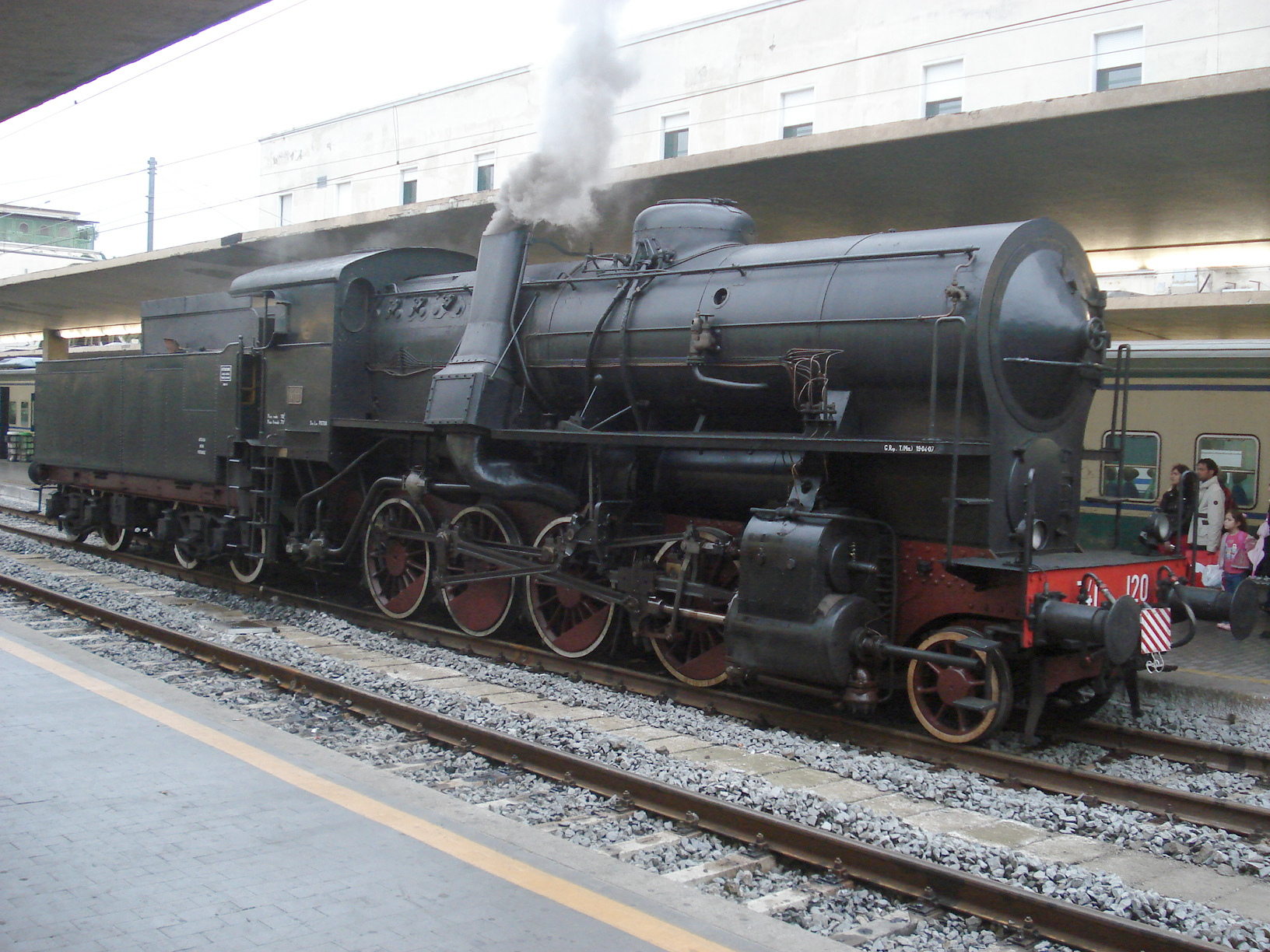
イタリア鉄道741.120。フィレンツェ中央駅

イタリアでは1939年にフェッロヴィーエ・デッロ・スタート（FS、イタリア鉄道）向けにキャブ・フォワード型の671形蒸気機関車を改造して製作した672形672.001が最初のフランコ・クロスティ式ボイラー機関車である。
672.001はあくまで試験的に改造されただけですぐに廃車されてしまったが、671形と比較して22%の燃費向上を果たしたことから、1940年から1941年にかけて新規にフランコ・クロスティ式ボイラー機関車が製造された。これが683形蒸気機関車であり、そのうち5両は685形蒸気機関車のボイラーを載せ替える形で製造された。683形は弁装置にカプロッティ式を採用した最初のフランコ・クロスティ式ボイラー機関車であった。683形は第二次世界大戦を生き延び、1962年に最後の1両が廃車となるまで運用に就いていた。
1940年には743形蒸気機関車が製造された。743形はボイラーの両側に1つずつ、2つの給水加熱器を備えた新造車であった。94両製造され、全車FS向けであった。
1952年から1953年にかけて、625形蒸気機関車のうち35両が、ボイラーの側面に給水加熱器を取り付けてフランコ・クロスティ式に改造されて623形となった。623形の何両かは1970年代まで運用に就いていた。
1954年には最後のフランコ・クロスティ式ボイラー機関車、741形が製造された。741形はそれまでのものと異なり、ボイラーの真下に給水加熱器が1つ取り付けられた。合計81両が製造され、1970年代まで残った。
現在、741形の120号機（741.120）が動態保存されており、保存車両の牽引にのみ使用されている。トレニタリアが所有し、フィレンツェ近郊のピストイアにあるD. R. S. ピストイア（Deposito Rotabili Storici di Pistoia、ピストイア歴史的車両基地）に配置されて、非営利団体 "Italvapore" Associazione Toscana Treni Storici（トスカーナ歴史的列車協会 Italvapore）が管理している。

### 西ドイツ
1951年、ドイツ連邦鉄道（DB）は、52形蒸気機関車2両をボイラーの下に2つの給水加熱器を追設してフランコ・クロスティ式ボイラーに改造した。給水加熱器の追設により軸重が増えたため、52形ではなく42.90形とされた。
これに続いて、1954年から1958年にかけて、50形蒸気機関車31両のボイラーの下に給水加熱器1つを追設する改造が行われた。改造された機関車は50.40形とされ、経済性は大幅に改善されたものの、給水加熱器の腐食などの問題があり、1967年までに全車廃車となった。

### イギリス

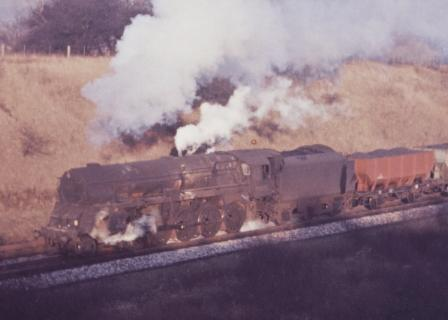
9F形92022号機、1964年

1955年にイギリス国鉄9F形蒸気機関車のうち92020号機から92029号機までの10両がフランコ・クロスティ式ボイラーを搭載して製造された。ドイツの50.40形同様、ボイラーの下に給水加熱器を1つ設けた軸配置 2-10-0 のテンダー機関車であった。
元々あった煙突は残されたが使用されるのは火入れの際だけで、運転中は使われなかった。給水加熱器を経由する第二煙突は火室のすぐ前方右側（機関助士側）に設けられた。予想よりも給水加熱器による改善効果が小さく、しかも給水加熱器の内部で低温になった燃焼ガスから酸性分（石炭中の硫黄分に由来する硫酸など）が凝縮して腐食の原因となるなど、メンテナンス上問題があった。このため、数年の内に全車通常のボイラに換装された。この際、給水加熱器は使わないようにして残された。

### アイルランド
1951年、アイルランド国鉄の主任技師であったオリバー・ブレイドは、コーイ設計の1907年製蒸気機関車を、泥炭焚きのフランコ・クロスティ式ボイラーに換装した。出力は貧弱で、最終的にはテンダーの後ろに連結した車両にディーゼルエンジンを載せ、これを動力源とする強制通風ファンが取り付けられた。